# Паренталії
Паренталії (лат. Parentalia) — релігійні свята у Стародавньому Римі для поминання і приношень померлим батькам (parentes) та іншим родичам.
Dies parentales відкривала 13 лютого в полудень, старша весталка (Vestalis Maxima) жертвопринесенням, а закінчувалися 21 лютого великим святом feralia. Овідій описує, що на дорогах і біля могил залишалися невеликі дари: вінки, фрукти, хліб, квіти фіалки. Під час паренталій всі храми були закриті, було заборонено проводити весілля. Усі в Римі знали про подію, оскільки люди брали відпустку на час свят.